# Ekonom
Ekonom je osoba zabývající se ekonomií. V širším smyslu může jít o experta zabývající se ekonomií teoreticky. Studuje, rozvíjí a aplikuje teorie a koncepty z ekonomie či tvoří odborné práce o ekonomické politice. Zabývá se obecnými filozofickými teoriemi, studiem markantů na konkrétních trzích, makroekonomickou či mikroekonomickou analýzou, prognostikou, ekonometrií, matematickou ekonomií, financemi či teorií veřejné volby. Zkoumá a hodnotí statistiky, vytváří výpočtové modely. Do této kategorie spadá mnoho různých skupin vědců a analytiků či vysokoškolských pedagogů, kritéria zařazení se mohou různit. 
Obecně se pojmem ekonom označují také pracující v různých oborech ekonomie – bankéři, účetní, nejvyšší hospodářští pracovníci v podnicích či institucích, zbožíznalci…  Obvykle se sem neřadí osoby, které jsou zapojeny do širšího vedení – manažeři a poradci.

## Významní ekonomové
- Amartya Sen, indický ekonom a filozof
- Kenneth Arrow, americký ekonom, matematik, spisovatel a politický teoretik
- Ben Bernanke, americký ekonom, předseda rady guvernérů FED
- Milton Friedman, americký ekonom, jeden z vůdců druhé generace Chicagské ekonomické školy
- Alan Greenspan,  americký ekonom, předseda rady guvernérů FED
- John Maynard Keynes,  anglický ekonom, guvernér Bank of England
- Paul Krugman,  americký ekonom a spisovatel, teoretik mezinárodní ekonomiky (obchodu a mezinárodních financí, hospodářské geografie)
- Gregory Mankiw, americký ekonom, teoretik makroekonomie, mikroekonomie, statistiky
- Joseph Stiglitz, americký ekonom, analytik veřejné politiky
- Janet Yellenová, americká ekonomka, předsedkyně rady guvernérů FED, nyní ministryně financí USA
- Dambisa Moyo, zambijská ekonomka, teoretička makroekonomie a globální ekonomiky
- Thomas Piketty,  francouzský ekonom, teoretik distribuce bohatství a příjmové nerovnosti

Viz též samostatný Seznam ekonomů